# Joan Brasal i Vera
Joan Brasal i Vera (L'Hospitalet de Llobregat, 1942) és un antic jugador d'hoquei sobre patins català de les dècades de 1960 i 1970. El seu germà Jeroni també practicà l'hoquei patins.

## Trajectòria
Es formà al CF Arrahona de Sabadell on jugà tres temporades al juvenil, i una al primer equip reserva. El 1960 fou fitxat pel RCD Espanyol, on jugà quatre temporades més. La temporada 1964-65 defensà els colors del FC Barcelona i la següent fitxà pel CP Vilanova. La temporada 1969-70 jugà a l'AA Noia, i la temporada següent tornà al Barça, on romangué durant 10 temporades, on guanyà gran quantitat de títols. Els seus darrers clubs foren CP Tordera, CP Vic i CE Molins de Rei. Fou internacional amb la selecció d'Espanya, amb la qual guanyà la copa de les Nacions de 1980.

## Palmarès
Arrahona
- Campionat d'Espanya:
  - 1959

RCD Espanyol
- Campionat d'Espanya:
  - 1961, 1962
- Campionat de Catalunya:
  - 1961

FC Barcelona
- Copa d'Europa:
  - 1972-73, 1973-74, 1977-78, 1978-79, 1979-80
- Lliga d'Espanya:
  - 1973-74, 1976-77, 1977-78, 1978-79, 1979-80
- Copa d'Espanya:
  - 1972, 1975, 1978, 1979
- Supercopa d'Europa:
  - 1979-80

CP Vilanova
- Copa d'Espanya:
  - 1968
- Campionat de Catalunya:
  - 1965-66

Espanya
- Copa de les Nacions:
  - 1980